# IFNAR1
IFNAR1‏ (Interferon alpha and beta receptor subunit 1) هوَ بروتين يُشَفر بواسطة جين IFNAR1 في الإنسان.